# Avesnes-sur-Helpe
Avesnes-sur-Helpe je francouzská obec v departementu Nord v regionu Hauts-de-France. V roce 2011 zde žilo 4 995 obyvatel. Je centrem arrondissementu Avesnes-sur-Helpe.

## Vývoj počtu obyvatel
Počet obyvatel 